# Piatrolina
Piatrolina (biał. Пятроліна; ros. Петролино, Pietrolino) – wieś na Białorusi, w obwodzie mińskim, w rejonie łohojskim, w sielsowiecie Krajsk. W 2019 roku była wyludniona.